# Friedrich Johann Peter von Lichtenstein
 (décembre 2012).
Si vous disposez d'ouvrages ou d'articles de référence ou si vous connaissez des sites web de qualité traitant du thème abordé ici, merci de compléter l'article en donnant les références utiles à sa vérifiabilité et en les liant à la section « Notes et références ».
Friedrich Johann Peter von Lichtenstein, né le 22 septembre 1731 à Wolfenbüttel (Allemagne) et mort le 8 mars 1785 à Tranquebar (Inde Danoise), est un Gouverneur des établissements danois aux Indes orientales.

## Biographie

### Famille
Friedrich Johann Peter von Lichtenstein, de la Famille Lichtenstein de Hambourg, est le fils de Joachim Dietrich Lichtenstein (1706-1773), bailli en chef de la résidence de Wolfenbüttel, conseiller à la Cour, bourgmestre d'Helmstedt, et de Auguste Wilhelmine Rohden (1702-1746). Il épouse le 15 août 1763, à Tranquebar, Magdelaine de Meder (1742-1767), veuve de  Jacques Marie Olivier Picquet, conseiller au Conseil Supérieur de Pondichéry, et fille de François Joseph de Meder (1707-1758), chevalier de Saint-Louis, commandant en chef des troupes françaises aux Indes, et de Dona Maria Luisa de Maghalaes de Carvalho-Coelho (1723-1781). [réf. nécessaire] Friedrich est protestant et la jeune veuve catholique. Pour se marier, il l'enlève avec son accord en lui donnant rendez-vous devant le temple protestant de Pondichéry. La mère de Magdelaine de Meder écrit une lettre de protestation qui reste sans effet auprès des autorités.[réf. nécessaire]
Un fils naît de cette union, Frantz Theodor von Lichtenstein (1766-1802). Devenu veuf, Friedrich Johann Peter von Lichtenstein se remarie le 12 novembre 1777 en l'église de la garnison à Copenhague avec Charlotta Amalia von Braes (1747-1826), fille de Peter Enevold von Braes (1701-1777), et de Anna von Buchwald af Gudumlund (1710-1787). De cette union naît en particulier en 1778 Theresia von Lichtenstein, mariée le 18 juin 1806 à Tranquebar avec John Jonker.

### Carrière
D'abord caporal avec le titre de Lieutenant Ostindiske Korps à Tranquebar en 1751, Friedrich Johann Peter von Lichtenstein atteint le grade de Capitaine d'Infanterie en 1758. Il retourne au Danemark en 1769 et devient lieutenant-Colonel en 1777. Il est admis dans la noblesse danoise le 17 décembre de la même année. Deux ans plus tard, il arrive à Tranquebar, où il est nommé Conseiller des Finances, deuxième adjoint du Gouvernement des Colonies Danoises des Indes Orientales et Bengale. 
Colonel d'Infanterie en 1782, Commandant en chef des troupes danoises, il est nommé Gouverneur des établissements danois aux Indes orientales 1783.
Il est inhumé le 9 mars 1785 dans le chœur de l'église de Zion à Tranquebar.